# 周云翮
周云翮（？—？），浙江山阴人，是一名清朝政治人物。
周云翮曾于1785年接替张大器任南汇县知县一职，同年年由任兆炯接任。